# Amblyseius saurus
Amblyseius saurus är en spindeldjursart som beskrevs av De Leon 1962. Amblyseius saurus ingår i släktet Amblyseius och familjen Phytoseiidae. Inga underarter finns listade i Catalogue of Life.